# 罗兰多·布莱克曼
罗兰多·安东尼奥·布莱克曼（英語：Rolando Antonio Blackman，1959年2月26日—），出生于巴拿马，美国NBA联盟前职业篮球运动员。他在1981年的NBA选秀中第1轮第9顺位被达拉斯小牛选中。